# King Kong
King Kong is een fictieve enorme gorilla, die op het eveneens fictieve eiland Skull Island woont. Dit eiland wordt tevens bevolkt door andere prehistorische reuzendieren, waaronder dinosauriërs. King Kong werd bedacht door Merian C. Cooper, en voor het eerst ten tonele gevoerd in de gelijknamige film uit 1933.
King Kong is inmiddels uitgegroeid tot een cultureel icoon. Hij is te zien geweest in meerdere Amerikaanse en Japanse films, waaronder in twee cross-overs met Godzilla. Tevens komt hij ook in veel andere media voor zoals boekenreeksen en twee televisieseries. Kong wordt in de verschillende media afwisselend neergezet als een monster of als een tragische antiheld.

## Achtergrond

### Soort
Wat Kong precies is varieert per film. In de originele film uit 1933 wordt hij omschreven als een "prehistorische apensoort", die veel uiterlijke gelijkenissen vertoont met gorilla's, maar vele malen groter is. Hij vertoont ook enkele antropomorfische kenmerken, zoals het vermogen om rechtop te kunnen lopen.
In de Japanse films wordt King Kong behandeld als een kaiju, een reusachtig monster met een onbekende oorsprong. Hij geldt in deze films als een van de weinige Kaiju gebaseerd op een zoogdier, en de Kaiju met de grootste fysieke kracht.
In de film uit 2005 wordt Kong neergezet als een enorme zilverrug-gorilla, die zich net als echte gorilla's op vier poten voortbeweegt. In een mockumentary op de dvd van de film wordt vermeld dat Kongs soort, de  kong, geëvolueerd is uit de Gigantopithecus. Daarnaast staat vast dat hij net als de andere monsters op Skull Island een prehistorisch dier is, die daar blijkbaar niet zijn uitgestorven. In dezelfde film zijn er tevens skeletten van andere enorme apen te zien in Kongs grot, wat erop wijst dat hij waarschijnlijk de laatste van zijn soort is.

### Naam
In de film wordt de gorilla “kong” genoemd. Deze naam heeft hij gekregen van de inwoners van Skull Island. “King” wordt er later bijgevoegd door de filmcrew die hem vangt en naar New York brengt, als woordspeling op Hongkong. De naam Kong werd eveneens door Cooper bedacht. Hij stond erom bekend te houden van sterk klinkende woorden die begonnen met een K.
In de mockumentary (quasi-documentaire) over Skull Island, verkrijgbaar op de dvd van de remake uit 2005, wordt Kongs wetenschappelijke naam gegeven als Megaprimatus Kong

### Krachten en vaardigheden
Geïnspireerd door echte gorilla’s heeft Kong in alle films enorme spierkracht. Hij is altijd in staat met gemak een 5 ton zware tyrannosaurus op te tillen (zelfs met 1 arm). Hij kan auto’s weggooien en de kaken van een tyrannosaurus splijten en zelfs ketenen van verchroomd staal breken.
Hoe sterk Kong werkelijk is wordt nooit onthuld in de films. Van de King Kong uit de film uit 1933 en de twee remakes wordt aangenomen dat hij 40 ton kan tillen. Wel is deze versie van King Kong kwetsbaar voor kogels en andere vuurwapens.
De Japanse versie van King Kong is nog sterker. Deze versie van King Kong is bijna geheel onkwetsbaar voor elk soort vuurwapen, en zijn kracht is ongeëvenaard. Tevens heeft de King Kong uit de film King Kong vs. Godzilla de gave om elektriciteit te manipuleren. Hij kan zichzelf sterker maken met elektriciteit, en zelfs elektriciteit als wapen gebruiken.

## Films

### King Kong(1933)

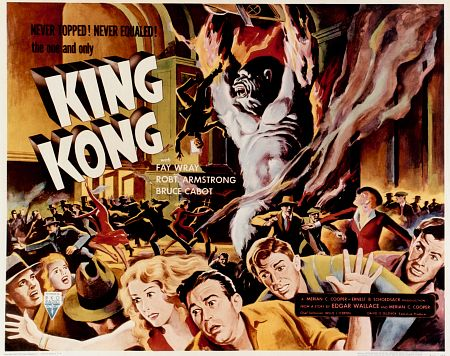
Poster van King Kong uit 1933

Begin 1930 probeerden veel filmmakers het succes te evenaren van The Lost World, een avonturenfilm over een expeditie naar een plateau waar nog dinosauriërs leven. Dit gebeurde in 1933 met de film King Kong.
In de film ontdekt een groep filmmakers onder leiding van regisseur Carl Denham op Skull Island de reuzenaap Kong die daar door de inwoners als een soort god wordt vereerd. Diezelfde inwoners ontvoeren de hoofdactrice Ann Darrow (Fay Wray) en offeren haar aan Kong die al snel een (onbegrepen) liefde voor haar ontwikkelt.
Carl Denham en eerste stuurman Jack Driscoll zetten met een paar andere mannen de achtervolging in. Jack bereikt Ann uiteindelijk en samen vluchten ze terug naar het schip. Daar weten Carl Denham en een paar schippers Kong te overmeesteren met gasbommen.
Ze brengen hem naar New York als attractie. Kong ontsnapt echter en zaait paniek. Legendarisch zijn de finale scènes waarin de aap met Ann vlucht en het Empire State Building beklimt, maar door kogels uit tweedekkers aan zijn einde komt. Hoewel de speciale effecten die daarbij gebruikt werden voor moderne kijkers primitief overkomen, blijft de dramatische impact overeind en heeft King Kong de status van "cultureel icoon" bereikt.
De film, een RKO-productie, werd geregisseerd door Merian C. Cooper en Ernest B. Schoedsack, en was gebaseerd op een verhaal van Edgar Wallace. Naast Fay Wray waren de hoofdrollen voor Bruce Cabot en Robert Armstrong.

### The Son of Kong
Reeds in 1933 verscheen er een vervolg, The Son of Kong. Hierin keert Carl Denham terug naar Skull Island en ontdekt dat Kong daar nog een albino zoon had.

### Edo ni arawareta Kingu Kongu

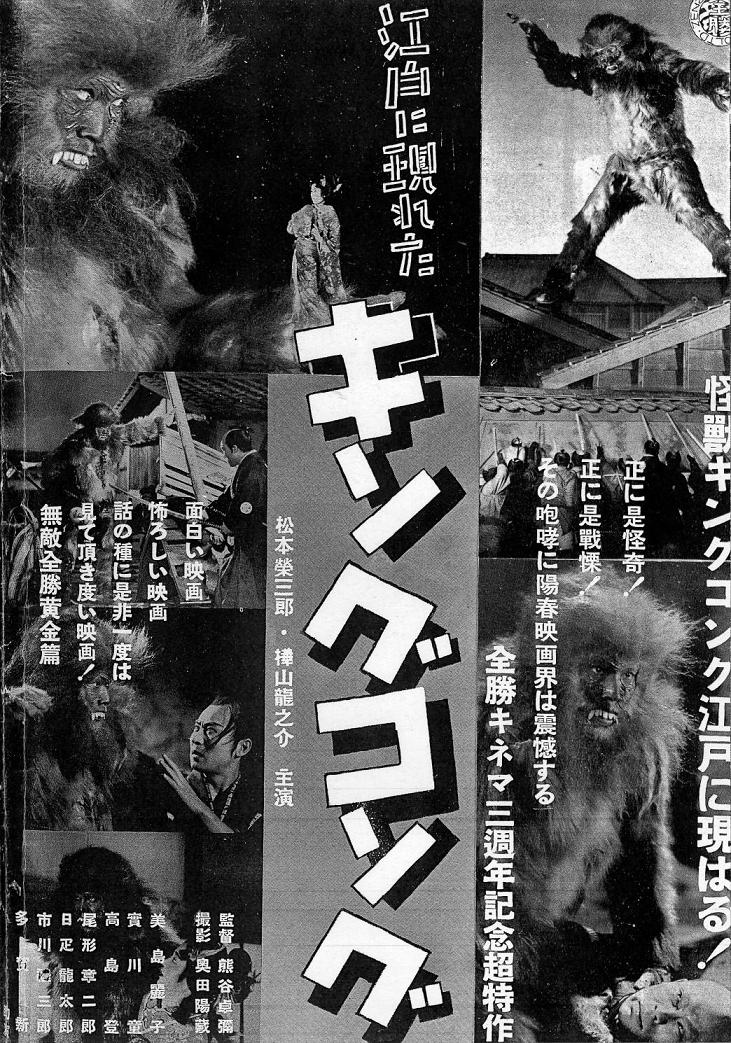
Vermoedelijke filmposter van Edo ni arawareta Kingu Kongu

Een verloren film, gemaakt in Japan in 1938. Dit was een van de eerste Japanse Kaiju-films. In de film valt King Kong het middeleeuwse Edo (het huidige Tokio) aan.
De film is na de bioscooppremière in 1938 verloren gegaan. De exacte oorzaak van de verdwijning is niet bekend, maar vermoed wordt dat de film is vernietigd tijdens bombardementen in de Tweede Wereldoorlog.
Fuminori Ohashi, die later ook meewerkte aan de eerste Godzilla-film, verzorgde in deze film de special effects.

### Toho-films
Ook de Japanse filmstudio Toho, beroemd van de Godzilla-films, maakte twee keer een film met King Kong erin.

#### King Kong vs. Godzilla
Sinds de film Godzilla uitkwam in 1954 vroegen veel fans zich af wat er zou gebeuren als King Kong en Godzilla elkaar tegenkwamen. Dit gebeurde uiteindelijk in 1962.
King Kong werd in deze film gespeeld door een acteur in een pak. King Kong is in deze film groter dan in de film uit 1933 (ongeveer 45 meter hoog). Veel King Kong-fans haten de King Kong uit deze film echter omdat hij heel anders is dan de King Kong uit 1933.

#### King Kong Escapes
Deze film kwam uit in 1967 en was gebaseerd op tekenfilmserie The King Kong Show uit 1966. Ook nu weer werd King Kong door een acteur in een pak gespeeld, maar deze King Kong zag er wel al beter uit dan die in de vorige film.
In deze film creëert de slechte dokter Who een robotversie van King Kong (ook wel de Mechani-Kong genoemd) om deze naar een zwaar radioactief materiaal te laten zoeken. Als de robot hier niet toe in staat blijkt wil hij de echte King Kong ontvoeren voor dit werk. Dit mislukt en leidt uiteindelijk tot een gevecht tussen King Kong en de Mechani-kong op de top van de Tokyo Tower.

### King Kong(1976)
Ook bekend als King Kong the legend reborn. Dit was de eerste remake van de klassieke film uit 1933. Het verhaal werd gemoderniseerd. In plaats van een filmploeg is het nu een groep schippers op zoek naar olie die King Kong ontdekt en de eindscènes spelen zich niet af op het Empire State Building maar op het voormalige World Trade Center waar hij door heli's wordt neergeschoten. Hoewel de special effects flink waren verbeterd ten opzichte van de 1933-versie, was deze remake geen groot succes.
De film werd gemaakt door John Guillermin. De hoofdrollen waren voor Jessica Lange en Jeff Bridges. King Kong zelf werd in deze film gespeeld door een acteur in een pak, afgewisseld door een mechanische pop.

### King Kong Lives
Deze in 1986 uitgebrachte film was een vervolg op King Kong uit 1976. Het blijkt in deze film dat King Kong zijn val van het World Trade Center (aan het einde van de vorige film) heeft overleefd, maar al 10 jaar in coma ligt in een universitair onderzoekscentrum vlak buiten Atlanta. Wanneer er een tweede vrouwelijke reuzengorilla wordt ontdekt, wordt ze gevangen om Kong een bloedtransfusie te kunnen geven. Nadat King Kong bijkomt breken hij en de vrouwelijke Kong uit.

### King Kong(2005)
Een volgende remake kwam uit in december 2005; de regisseur is Peter Jackson, bekend als regisseur van de Lord of the Rings-films. Deze film speelt zich net als het origineel af in de jaren 30 van de 20e eeuw. Peter Jackson deed dit ten eerste omdat hij de film realistisch wilde houden (destijds was het nog mogelijk dat er een nieuw eiland werd ontdekt), maar ook omdat hij de klassieke eindscènes met de tweedekkers graag wilde behouden.
Een belangrijk punt voor Peter Jackson bij de film, was het feit dat hij wilde dat de kijker gedurende de film sympathie zou ontwikkelen voor King Kong. Om dit te bewerkstelligen bestaat King Kong in deze film geheel uit computeranimatie. Om zijn bewegingen zo natuurlijk mogelijk te maken liet Peter Jackson acteur Andy Serkis het gedrag van echte gorilla’s bestuderen en dit daarna zelf nadoen met een speciaal pak aan. Deze zelfde techniek werd ook al gebruikt om Gollem in de trilogie Lord of the Rings realistisch neer te zetten.
King Kong gedraagt zich in deze film ook meer als een echte gorilla. Zo loopt hij bijvoorbeeld echt op alle vier zijn armen en niet rechtop zoals in alle voorgaande films. Tevens toont King Kong nog meer dan in voorgaande films karaktertrekken van de mens en komen zijn emoties duidelijker naar voren.

### Kong: Skull Island
Kong: Skull Island werd op 10 maart 2017 uitgebracht. Deze film, die zich afspeelt in de jaren 70, is een productie van Legendary Pictures. De film speelt zich af in dezelfde wereld als Legendary's film Godzilla. Het idee hierachter dat de twee filmmonsters elkaar in een toekomstige film opnieuw zullen bevechten, gelijk aan de Japanse film uit 1962.
De King Kong in deze film vertoont het meest overeenkomsten met de Japanse King Kong. Hij loopt rechtop, en is ongeveer 30 meter hoog.

## Series
Naast de films verschenen er ook twee animatieseries over King Kong.
- The King Kong Show: een animatieserie gemaakt voor ABC-TV, die liep van 1966 tot 1969.
- Kong: The Animated Series: serie die liep van 2005 tot 2006.

## Boeken
Een boekversie van de klassieke film verscheen in december 1932 als onderdeel van de promotiecampagne voor de film. Het boek werd toegeschreven aan Edgar Wallace en Merian C. Cooper hoewel eigenlijk Delos W. Lovelace de schrijver was. Er bestaan wel wat verschillen tussen het boek en de film, aangezien het boek werd geschreven aan de hand het eerste scenario voor de film. Zo bevat het boek een aantal scènes die aanvankelijk wel gepland stonden maar later uit de film werden geknipt of zelfs helemaal niet werden gefilmd.
Het boek kreeg in 2004 een vervolg getiteld Kong: King of Skull Island. Het verhaal hierin was echter geen boekversie van de film The Son of Kong maar een compleet nieuw verhaal waarin alle gebeurtenissen uit The Son of Kong geheel worden genegeerd.
Het boek werd geschreven door Brad Strickland en geïllustreerd door Joe De Vito, met toestemming van Merian C. Coopers familie. Het boek vertelt hoe het Carl Denham en Jack Driscoll vergaat na de gebeurtenissen uit de klassieke film en speelt zich af in de jaren 50 van de 20e eeuw. Hoofdpersonage in het boek is Carl Denhams zoon Vincent Denham. Ann Darrow komt in het boek niet voor, maar wordt wel vaak genoemd. Ook dient het boek als een soort prequel voor de klassieke film daar de geschiedenis van Kong en Skull Island erin worden behandeld.
Over de jaren zijn er verschillende stripboekversies van de klassieke film verschenen bij verschillende uitgevers. Het bedrijf Dark Horse Comics publiceerde daarnaast ook een stripversie van de remake uit 2005.

## Computerspellen
King Kong inspireerde de creatie van het beroemde computerspelkarakter Donkey Kong. Ook komt King Kong zelf in veel computerspellen voor waaronder recentelijk in een spelversie van de remake uit 2005 getiteld Peter Jackson’s King Kong.

## Verwante films
King Kong heeft na zijn eerste verschijning in 1933 veel filmmakers geïnspireerd. Tussen 1933 en nu zijn er nog een aantal andere films verschenen met enorme apen in de hoofdrol. Een overzicht:
- Perils of Nyoka (1942) (in Nederland uitgebracht als King Kong en de Arabieren)
- Mighty Joe Young (1949)
- Konga (1961) (in Vlaanderen uitgebracht als Konga, de zoon van King Kong)
- The Mighty Gorga (1969)
- Queen Kong (1976)
- Ape (1976) (in Vlaanderen uitgebracht als King Kong komt in opstand)
- Mighty Peking Man (1977)
- Mighty Joe Young (1998)
- King of the Lost World (2005)

## Attractieparken
In verschillende attractieparken over de gehele wereld is King Kong als personage terug te vinden en/of zijn attracties geheel gewijd aan King Kong. Zo stond in Universal Studio's Hollywood de darkride King Kong Encounter. Bezoekers reden in een tram door een stad waar verschillende animantronics van King Kong opgesteld stonden. De tram was tevens een simulator, waardoor het beeld gecreëerd werd dat King Kong de tram optilde en heen en weer schudde. Ten gevolge van een brand in 2008 is de attractie vervangen voor King Kong: 360 3-D.
In het Duitse Phantasialand is King Kong als levensgrote animatronic terug te vinden in de attractie Hollywood Tour. HUSS heeft een nieuw type attractie ontwikkeld genaamd King Kong. De eerste van dit type werd gebouwd in het Belgische Bobbejaanland.